# Васильково (Кировская область)
Васи́льково — село в Советском районе Кировской области, Россия.

## Расположение
Расположено на правом берегу реки Вятка, напротив острова Васильковский, при впадении в неё реки Кокшага. Перелески, заливные луга, дубняки. Вятка течёт в два русла, под крутым берегом — Старица.

## История
Упоминается в 1638 как слобода Васильково. Возле неё селятся крестьяне, а Котельничский Предтеченский монастырь посылает туда «братью и слуг, и детёнышев для монастырского строения». Позже здесь был построен монастырь, а васильковские крестьяне к нему причислены. Положение их было более тяжёлым, чем дворцовых, поэтому уже в 1658 более половины жильцов сбежало в соседние дворцовые сёла Кукарку, Липовое, далёкую Холуницу.
По Писцовой книге 1646 письма В. П. Отяева в слободе церковь Богородицы Казанской, дворов — 17, в том числе попа, дьячка и 4 пустых.
По Переписной книге 1710 С. Д. Траханиотова в слободе церковь Иконы Казанской Богоматери и двор епископа для приказных его людей.

## Население
| 2010 |
| ---- |
| 276  |

## Достопримечательности
Казанско-Богородицкая церковь, каменная, построена в 1788—1794 по проекту Ф. М. Рослякова. Библиотека, основанная в 1898. Пристань на Вятке.